# Proces produkcyjny

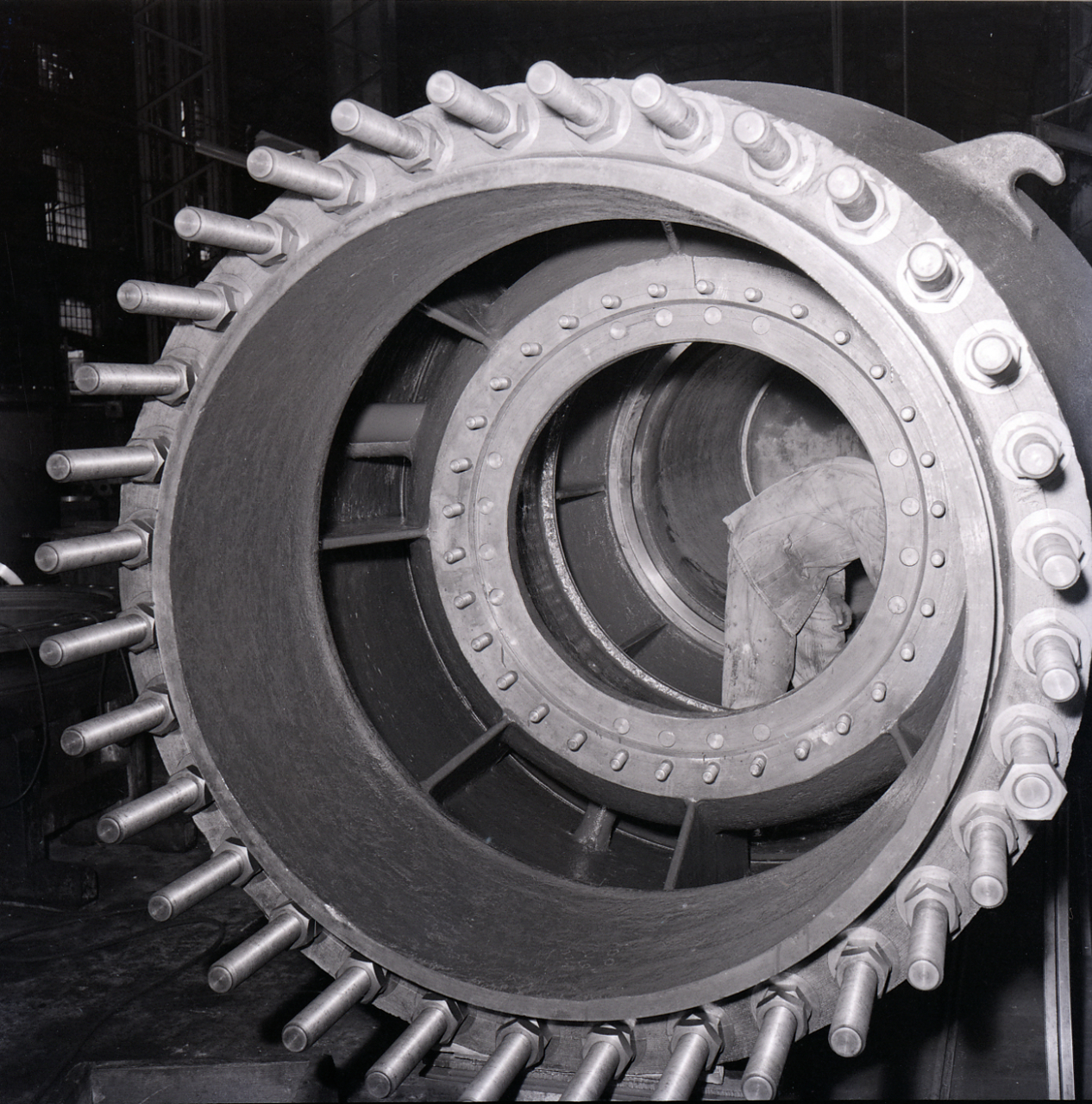
Paolo Monti, część maszyny, 1958

Proces produkcyjny (proces produkcji) – całokształt działań związanych z przekształceniem surowców i półproduktów w wyroby gotowe. Efektem ekonomicznym procesu produkcyjnego jest wartość dodana.
Elementy procesu produkcyjnego:
- proces technologiczny (proces podstawowy)
- procesy pomocnicze
  - kontrola jakości
  - magazynowanie
  - transport wewnętrzny.

Transport produktów poza przedsiębiorstwem i ich dystrybucja nie należą do procesu produkcji.
Przekształcenia w procesie produkcyjnym:
- surowiec – materiał – produkcja w toku – półfabrykat – produkt gotowy.